# قشرة مقدم الجبهي
في تشريح دماغ الثدييات، قشرة مُقدَّمِ الجَبْهيَ أو القشرة قبل الجبهيّة أو القشرة أمام الجبهيَّة (باللاتينية: cortex praefrontalis) هي القشرة المخية التي تغطي الجزء الأمامي من الفص الجبهي. تحتوي البّي إف سي على باحات برودمان بي إيه 8، وبي إيه 9، وبي إيه 10، وبي إيه 11، وبي إيه 12، وبي إيه 13، وبي إيه 14، وبي إيه 24، وبي إيه 25، وبي إيه 32، وبي إيه 44، وبي إيه 45، وبي إيه 46 وبي إيه 47.
بيّن العديد من الباحثين وجود رابط تكاملي بين رغبة الشخص بالعيش، والشخصية ووظائف القشرة الأمام جبهية. وُجد أن هذه المنطقة من الدماغ تساهم في تخطيط السلوك المعرفي المعقد، والتعبير عن الشخصية، وصنع القرار، وتعديل السلوك الاجتماعي وتعديل جوانب محددة من الحديث واللغة. يُعتبر النشاط الرئيسي في هذه المنطقة من الدماغ كالتوزيع الأوركسترالي للأفكار والإجراءات بالانسجام مع الأهداف الداخلية.
المصطلح النفسي الأكثر نموذجية للوظائف المنفذة عبر منطقة القشرة الأمام جبهية هو الوظائف التنفيذية. تتعلق الوظيفة التنفيذية بقدرات التمييز بين الأفكار المتعارضة، وتحديد الجيد والسيئ، وما هو أفضل وما هو الأفضل، والمشابه والمختلف، والنتائج المستقبلية للنشاطات الحالية، والعمل باتجاه هدف محدد، والتنبؤ بالنتائج، والتوقع على أساس الفعل و«التحكم» الاجتماعي (القدرة على كبح الدوافع التي، إذا لم تُكبح، قد تؤدي إلى نتائج غير مقبولة اجتماعيًا).
تدعم القشرة الأمام جبهية تعلم القواعد المادية. تدعم المناطق الأكثر أمامية على طول المحور الذنبي المنقاري للقشرة الأمام جبهية تعلم القواعد في مستويات أعلى من التجريد.

## الأهمية السريرية
في العقود القليلة الماضية، استُخدمت أنظمة التصوير الشعاعي من أجل تحديد أحجام مناطق الدماغ والروابط العصبية. أشارت دراسات عديدة إلى ملاحظة الانخفاض في حجم وارتباط الفصين الجبهيين مع مناطق الدماغ الأخرى لدى المرضى المشخصين بالاضطرابات النفسية والذين قد وُصف لهم مضادات ذهان قوية؛ الأشخاص المعرضون لعوامل ضغط متكررة، وأولئك الذين يستهلكون موادًا إباحية صريحة بإفراط، والانتحار، والمساجين: المجرمون والمختلون اجتماعيًا، والمتأثرون بالتسمم بالرصاص، ومتعاطو القنب يوميًا من الذكور (اختُبر 13 شخص فقط). يُعتقد أن بعض القدرات البشرية على الأقل للشعور بالذنب أو الندم، وتفسير الواقع، تعتمد على القشرة الأمام جبهية سليمة الوظيفة. يُعتقد على نطاق واسع أن حجم وعدد الترابط في القشرة الأمام جبهية يتعلق بشكل مباشر مع الإحساسية، إذ تحتل القشرة الأمام جبهية عند البشر نسبةً مئويةً أكبر بكثير من المخ مقارنةً مع أي حيوان آخر. ونظريًا، من خلال تضاعف حجم الدماغ ثلاثة أضعاف على مر خمسة ملايين عام من التطور البشري، ازداد حجم القشرة الأمام جبهية بمقدار ستة أضعاف.
أشارت مراجعة بحثية للوظائف التنفيذية لدى الأفراد الأصحاء الذين يمارسون التمارين الرياضية أن النصفين الأيمن والأيسر للقشرة الأمام جبهية، التي تنقسم بواسطة الشق الطولي الأنسي، يصبحان أكثر ترابطًا مع الاستجابة لتمارين الأيروبيك المستمرة. بيّنت مراجعتان في أبحاث التصوير العصبي البنيوي أن التحسن الملحوظ في حجم المادة الرمادية للحصين والقشرة الأمام جبهية يحدث لدى البالغين الأصحاء الذين يمارسون تمارين متوسطة الشدة لعدة أشهر.
اقترحت مراجعة بحثية للتصوير العصبي الوظيفي في الممارسات المعتمدة على التأمل أن ممارسة اليقظة تعزز التنشيط أمام الجبهي، الذي لوحظ أنه مرتبط مع زيادة السلامة وتقليل القلق؛ ومع ذلك، أشارت المراجعة إلى الحاجة لوجود دراسات في الأبحاث المستقبلية من أجل الوصول إلى إثبات أفضل.
غالبًا ما تكون العلاجات بمضادات السرطان سامةً لخلايا الدماغ، مؤدية إلى فقد الذاكرة والاضطراب المعرفي الذي قد يستمر لفترة طويلة بعد التعرض. يُشار إلى مثل هذه الحالة بمخ الكيمو. من أجل تحديد أساس هذه الحالة، عولجت فئران بعامل العلاج الكيماوي ميتوميسين سي. في القشرة الأمام جبهية، نتج عن هذا العلاج زيادة في ضرر الدنا المؤكسد «8-أوكسو-دي-جي»، ونقصان في إنزيم «أو جي جي 1» الذي يصلح مثل هذا الضرر عادةً، والتغييرات التخلقية.
يؤدي تعاطي الكحول المزمن إلى تغييرات مستمرة في وظيفة الدماغ، بما في ذلك قدرة مضطربة في اتخاذ القرار. تبين أن القشرة الأمام جبهية في أدمغة الكحوليين المزمنين معرضة إلى تلف الدنا المؤكسد وموت الخلايا العصبية.

## لمحة تاريخية
قد تكون الحالة البارزة في وظيفة القشرة الأمام جبهية هي الحالة التي تعود إلى فينس غيج، الذي دُمر فصه الجبهي الأيسر عندما دُفع قضيب حديدي كبير خلال رأسه في حادث عام 1848. القضية النموذجية هي، أنه على الرغم من احتفاظ غيج بالذاكرة والكلام والمهارات الحركية الطبيعية، إلا أن شخصيته قد تغيرت جذريًا: أصبح عصبيًا، وسريع الانفعال وغير صبور -وهي خصائص لم تظهر من قبل- إذ وصفه أصدقائه بأنه «لم يعد غيج»؛ وبينما كان في السابق عاملًا قادرًا وفعالًا، لم يكن بمقدوره بعد ذلك إكمال المهام. ومع ذلك، يظهر تحليل دقيق للأدلة الأولية أنه غالبًا ما تكون أوصاف تغيرات غيج النفسية مبالغ فيها إذا ما قورنت بتلك التي قدمها طبيبه، وأكثر ما يلفت الانتباه هو أن التغيرات التي وُصفت بعد وفاة غيج بسنوات أكثر درامية بكثير من أي وصف قد أُبلغ عنه عندما كان على قيد الحياة.
أظهرت الدراسات اللاحقة على المرضى الذين يعانون من إصابات أمام جبهية نجاحًا في التعبير عن الاستجابات الاجتماعية التي تعتبر الأكثر ملائمة تحت ظروف معينة. مع ذلك، عندما قاموا بأدائها بأنفسهم، اتبعوا عوضًا عن ذلك السلوك الذي يهدف إلى الإرضاء الفوري، رغم معرفتهم أن النتائج على المدى الطويل ستكون انهزامية.
يشير تفسير هذه البيانات إلى أن مهارات المقارنة وفهم النتائج النهائية ليست موجودة في القشرة الأمام جبهية فحسب، بل تتحكم القشرة الأمام جبهية أيضًا (عندما تعمل بشكل سليم) في الخيار العقلي لتأجيل الإرضاء الفوري بهدف الوصول إلى نتيجة مرضية ومجزية أكثر على المدى الطويل. تُعد هذه القدرة على انتظار المكافأة واحدةً من العناصر المفتاحية التي تحدد الوظيفة التنفيذية المثلى للعقل البشري.
يوجد الكثير من الأبحاث الحالية المكرسة لفهم دور القشرة الأمام جبهية في الاضطرابات العصبية. بدأت التجارب السريرية على بعض الأدوية التي ثبت أنها تحسن وظيفة القشرة الأمام جبهية، ومن ضمنها الغونفاسين، الذي يعمل من خلال المستقبل الأدريناليني «ألفا-2 إيه». تُعد قناة «إتش سي إن» هدفًا نهائيًا لهذا الدواء، وهو واحد من أحدث المجالات المستكشفة في علم أدوية القشرة الأمام جبهية.

### الاصطلاح
يبدو أن مصطلح «أمام جبهي» كوصف لمنطقة من الدماغ قد قُدّم بواسطة ريتشارد أوين في عام 1868. بالنسبة له، اقتصرت المنطقة الأمام جبهية على الجزء الأكثر أمامية من الفص الجبهي (تقريبًا مساو للقطب الجبهي). افتُرض أن اختياره للمصطلح قد اعتمد على وجود العظم الأمام جبهي في أغلب البرمائيات والزواحف.

## معرض صور

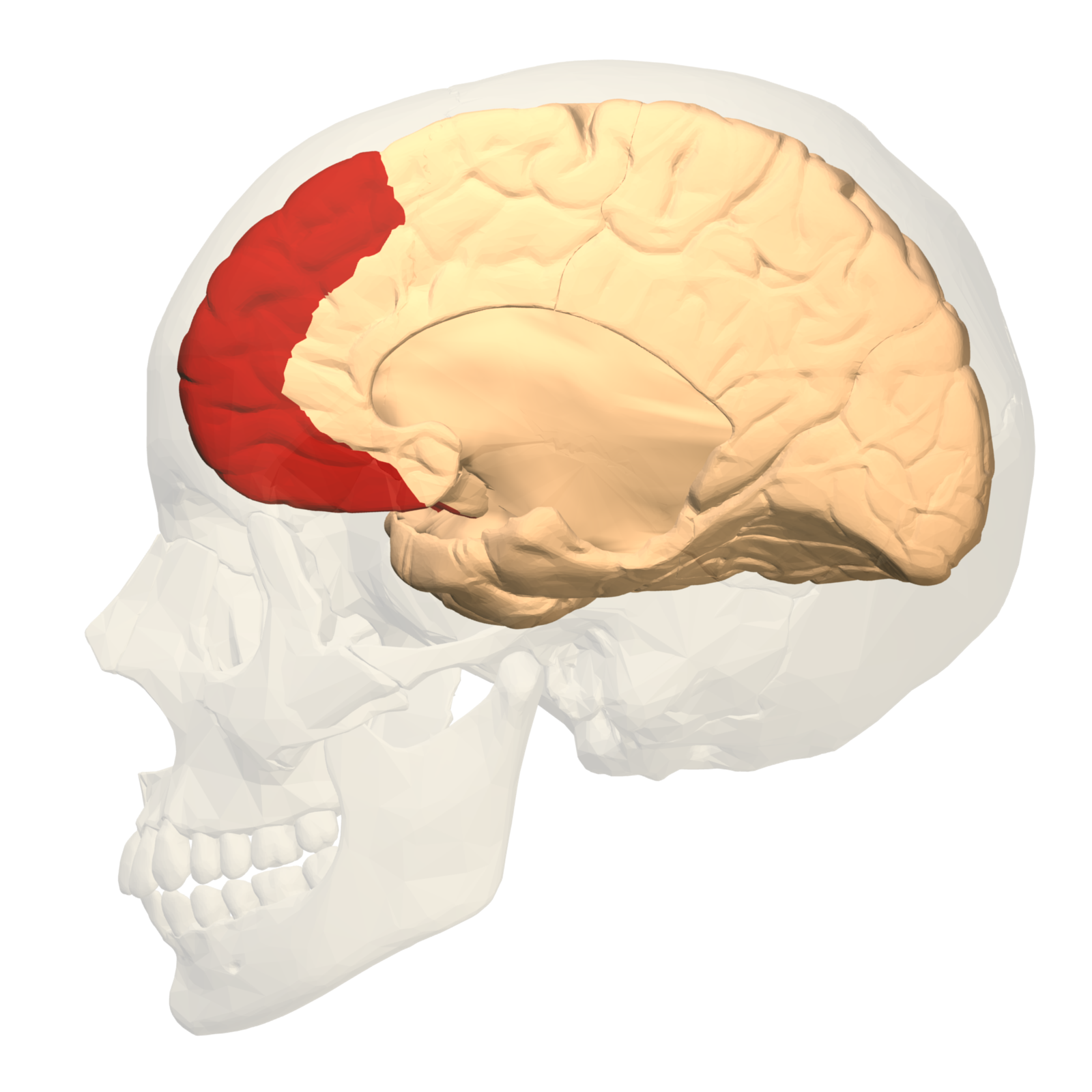
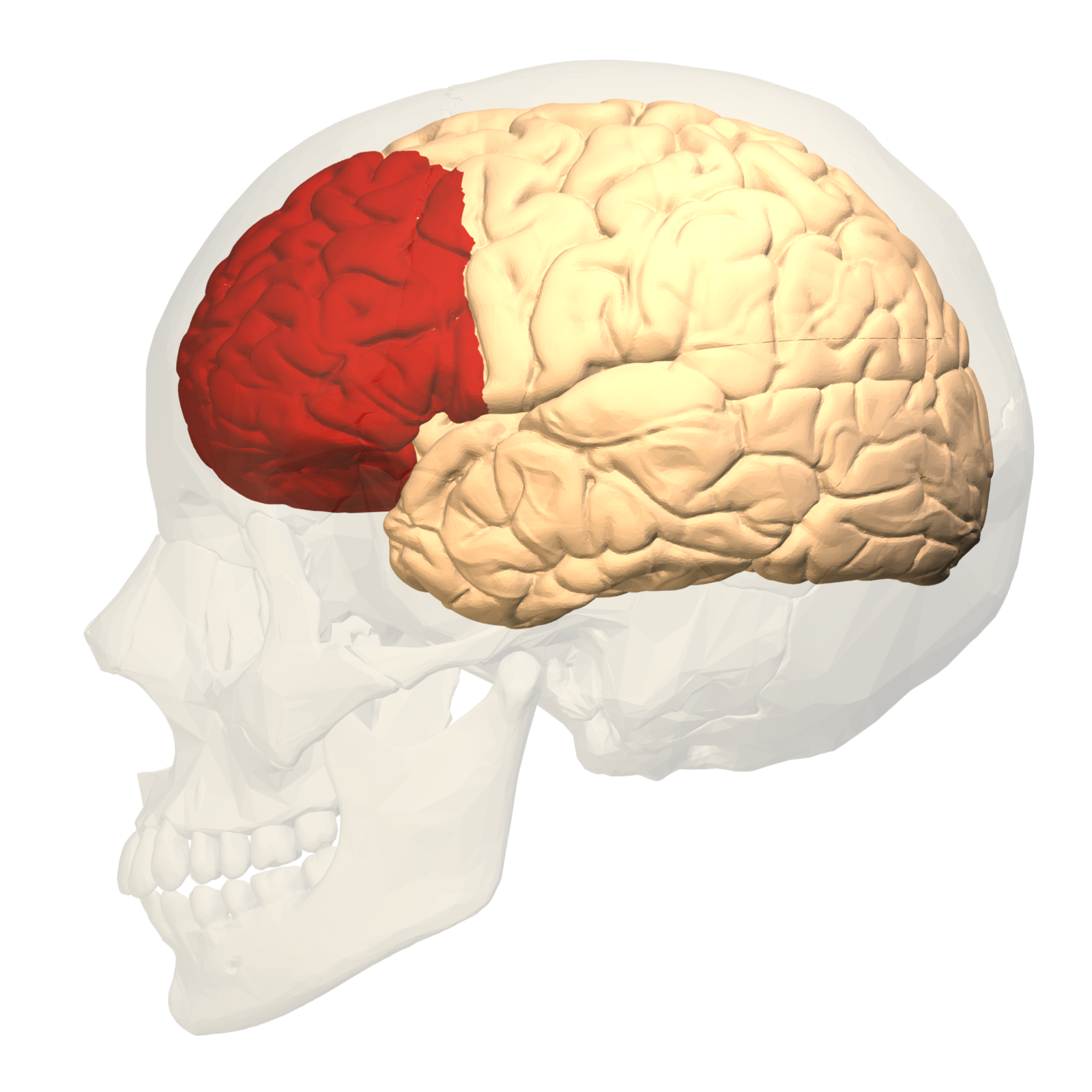
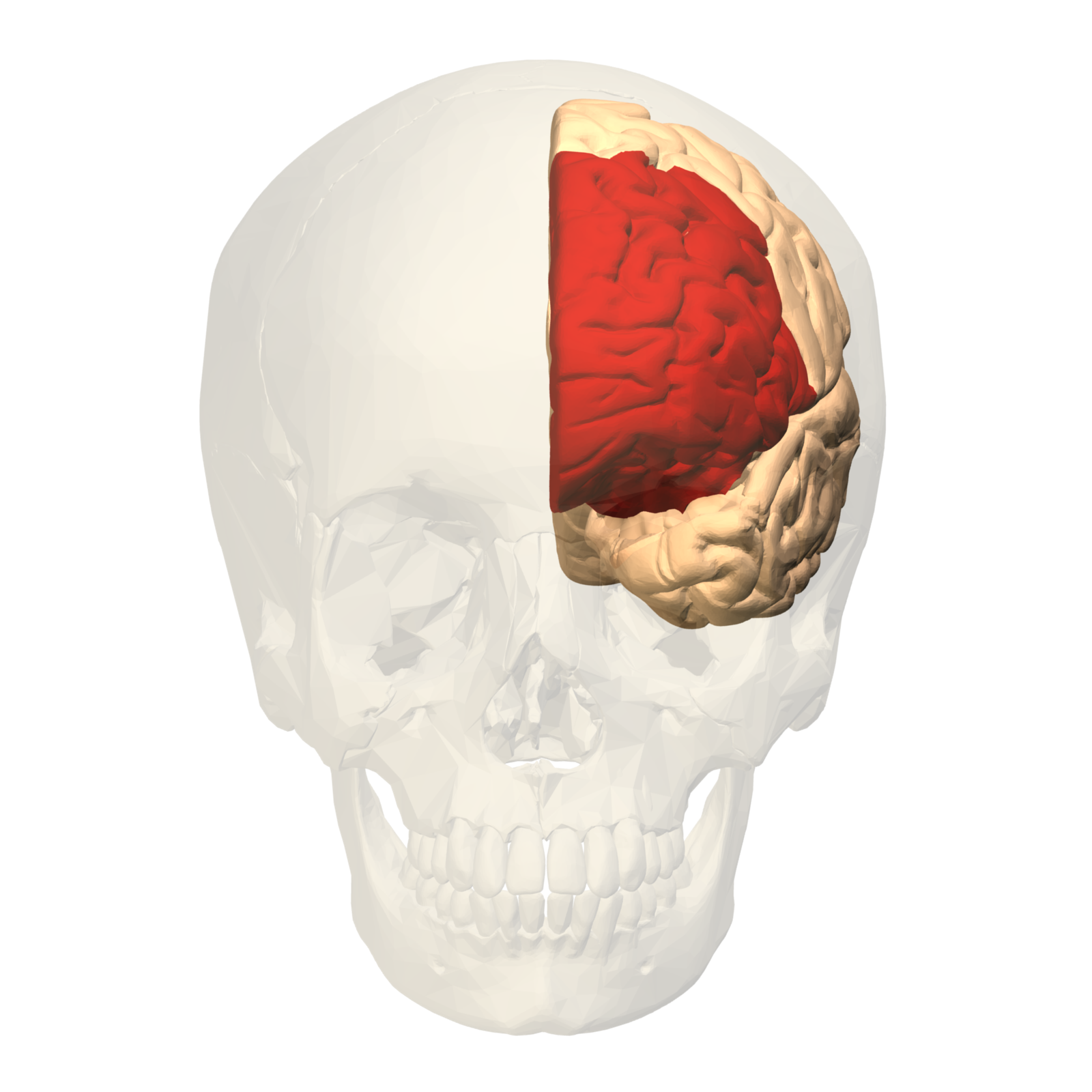

## اقرأ أيضًا
- متلازمة الخرف الستيرويدي
- باحات برودمان